# 프론트 미션 2
《프론트 미션 2》(영어: Front Mission 2)는 G-크래프트가 개발하고 스퀘어가 배급한 소니 플레이스테이션 (콘솔)용 전술 롤플레잉 게임으로, 1997년 9월 25일 일본에서 출시되었다. 프론트 미션 2는 프론트 미션 시리즈의 두 번째 메인 게임이자 전체에서는 세 번째 게임이다. 다른 프론트 미션 타이틀과 마찬가지로 프론트 미션 2는 다양한 캐릭터의 이야기와 완저(wanzer)로 알려진 메카와 관련된 그들의 투쟁을 따르는 연재 스토리의 일부이다. 이 게임은 비평가와 팬들의 호평을 받았으며 2005년 스퀘어 에닉스의 얼미밋 히츠(Ultimate Hits) 컬렉션에 포함되었다.
프론트 미션 2: 리메이크(Front Mission 2: Remake)라는 제목의 닌텐도 스위치용 리메이크가 2022년에 발표되었으며 원래 2023년 6월 12일에 출시될 예정이었으나 2023년 10월 5일로 연기되었다.

### 내용주
1. ↑  플레이스테이션판 원작 발매시 일본판 원제는 《프론트 미션 세컨드》(영어: Front Mission Second, 일본어: フロントミッション セカンド)

### 참조주
1. ↑  “Front Mission 2”. 《Consoles +》. 70호. November 1997.
2. ↑  “フロントミッション2 [PS] / ファミ通.com”. 《www.famitsu.com》. 2015년 11월 2일에 원본 문서에서 보존된 문서. 2018년 7월 26일에 확인함.
3. ↑  Kasavin, Greg. “Front Mission Second Review”. 《GameSpot》. 2010년 12월 8일에 확인함.
4. ↑  “Zoom: Front Mission Second”. 《Joypad》. 69호 (France). November 1997. 60–61쪽.
5. ↑  “PlayStation: Front Mission 2”. 《Ação Games》. 122호 (Brazil). December 1997. 15쪽.
6. ↑  “PlayStation: Front Mission 2”. 《Gamers》 (포르투갈어). 25호. 1997. 40–41쪽.